# Kalmar slott
Kalmar slott är beläget på Slottsholmen vid Slottsfjärden, där det medeltida Kalmars hamn låg. Det har spelat en avgörande roll i Sveriges historia alltsedan slottet började uppföras vid 1100-talets slut. Under Knut Erikssons tid byggdes en kastal, ett runt befästningstorn. Magnus Ladulås lät på 1280-talet bygga en försvarsborg runt kastalen som då blivit slottets kärntorn. Kalmar slott ansågs tillsammans med Tre kronor, Viborgs slott och Älvsborgs fästning vara Sveriges fyra viktigaste fästen som höll upp landet.
Landshövdingen i Kalmar län innehar även titeln som Ståthållare på Kalmar slott och ingår därmed i de Icke tjänstgörande hovstaterna vid Kungliga hovet. Detta beror på att Kalmar slott ursprungligen var landshövdingens residens, men då borgen förföll under 1600-talet så flyttade man helt enkelt in i staden.

## Historia

### Borgens tillkomst
Förmodligen i slutet av 1100-talet uppfördes ett försvarstorn på den då redan befolkade Slottsholmen. I slutet av 1200-talet, sannolikt från 1260-talet till 1280-talet uppfördes en ringmur på Slottsholmen och huvuddelen av slottet byggdes. Med tiden byggdes hus innanför murarna som sedan kom att bilda slottet. År 1337 företog Magnus Eriksson en betydlig om- och tillbyggnad av slottet, varvid åtminstone bottenvåningarna till flyglarna uppfördes, och utanför slottet byggdes ytterligare en ringmur med småtorn samt ett framskjutande portvärn.

### I centrum för Kalmarunionen

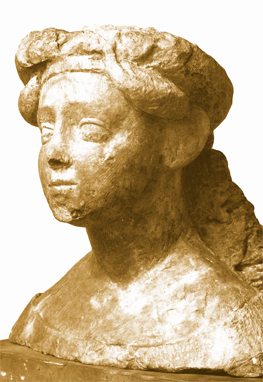
Byst av drottning Margareta från ca 1420. Troligen utförd av Johannes Junge och utställd på Kalmar slott.

1397 stod slottet i centrum för en av de viktigaste politiska händelserna i Nordens historia: bildandet av Kalmarunionen - en union av de nordiska länderna skapad av den mäktiga drottning Margareta.
Ytterligare en kvinna förknippas med Kalmar slott. Änkan efter riddaren Johan Månsson (Natt och Dag) till Göksholm, Anna Eriksdotter (Bielke), tog som befälhavare vänligt emot Gustav Vasa när han återvände till Sverige år 1520. Detta stämmer dock inte enligt journalisten Herman Lindqvist. Gustav Vasa lämnade nämligen Kalmar ganska snart och drog vidare i landet i sina försök att starta uppror mot Kristian Tyrann.
År 1523 var Kalmar slott den plats där trupper höll ut längst, näst efter Stockholm. Sedan den tyska garnisonen planerat att bränna staden och föra ut all proviant till Visby, skall Kalmarborna i hemlighet ha förhandlat med de belägrande svenska trupperna under Arvid Gustafsson Västgöte. Fjärde dag pingst genomfördes ett överraskningsanfall, varvid staden föll i svenskarnas händer. Åtta dagar senare kapitulerade slottet och Öland kunde erövras.
Berent von Mehlen som utsetts till fogde på Kalmar slott kom sedan han 1525 fallit i onåd hos kungen att belägras, och kungen tvingades att inta slottet med storm, som ledde till svåra förluster på båda sidor.

### Glansperioden

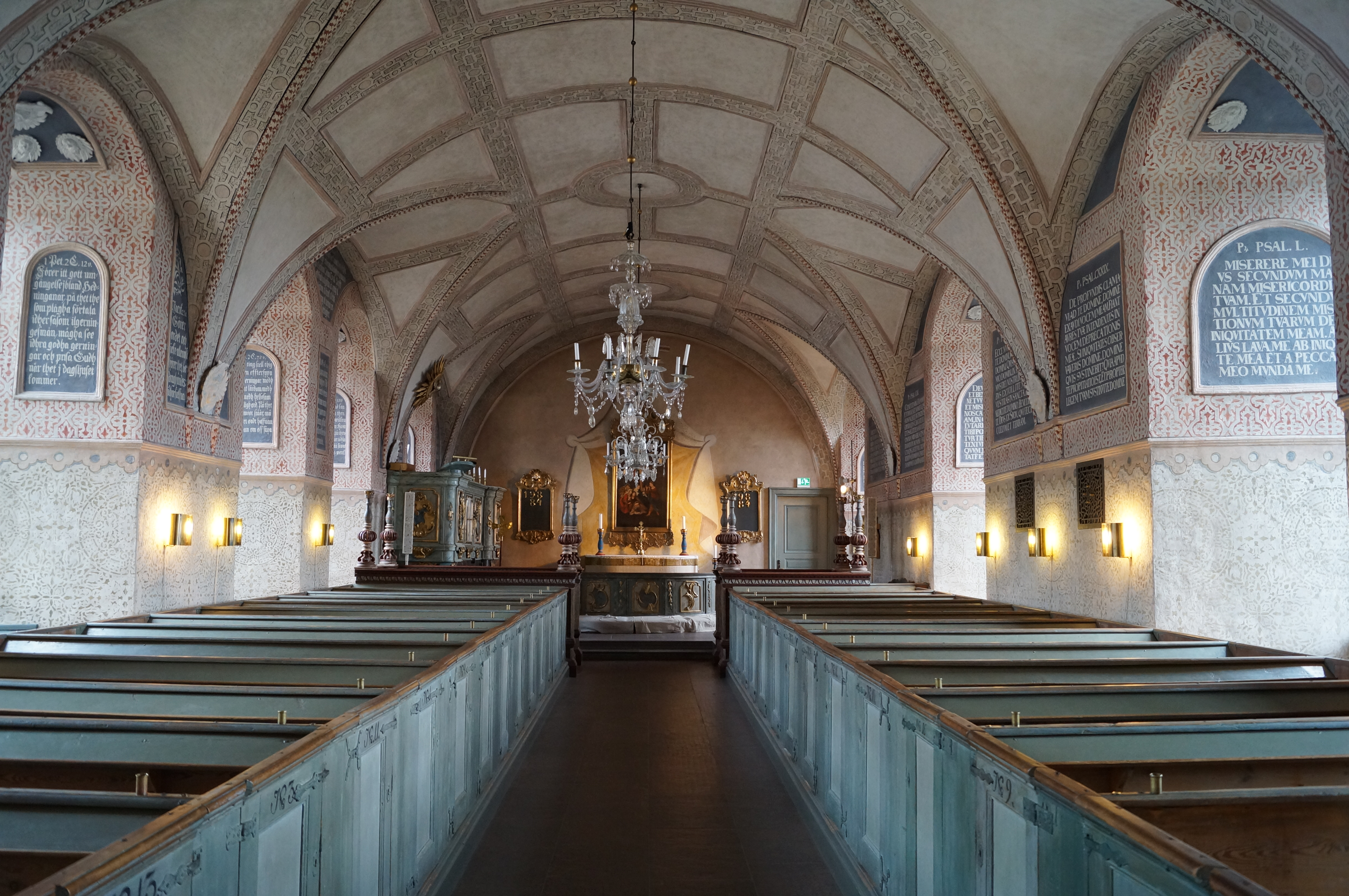
Kalmar slottskyrka.

Den gamla medeltidsborgen var vid denna tid föråldrad, och 1535 anlades under ledning av Henrik von Cöllen de fyra runda hörntornen, och slottet fick nya flyglar. Stora trappan byggdes 1555-59 av Jacob Richter.
Åren 1557-1560 var Kalmar slott residens för Erik XIV under hans tid som hertig av Kalmar och Kronobergs län. Han fortsatte byggnadsverksamheten vid slottet även sedan han lämnat den som bostad. Under Eriks tid lades större delen av arbetet i slottet på inredningar. Johan III fortsatte byggnadsverksamheten vid slottet. Arkitekt vid början av var Johan Baptista Pahr, efterträdd 1575 av brodern Dominicus Pahr.
Förutom den gamla bostadslängan byggdes då nya längor, varvid det gamla kärntornet, som stod i vägen, revs. Tre torn byggdes också om till flyglar, bland annat det så kallade Vattentornet. Övriga torn försågs med huvar i renässansstil. Slottskyrkan tillkom 1589-92 och bönstolarna 1619. Under denna tid utfördes även många andra ombyggnationer, såsom portaler och brunnsbyggnaden på inre borggården. Salarna fick då också sina fantastiska inredningar, och slottets olika delar fogades samman till den fulländade förening av försvarsfästning och sagoslott som Kalmar slott utgör. Från 1601 verkade Peter Dionisius som slottsbyggmästare.
Även de fyra rundtornen (postejer) i halvöns hörn, som började byggas redan av Gustav Vasa, fullbordades under början av 1600-talet. Slottets bestyckning uppgick därefter till 287 kanoner.

### Belägringen under Kalmarkriget
År 1611 intogs Kalmar under Kalmarkriget av en dansk här, samtidigt som en svensk här under Karl IX tågade söderut mot staden. Slottet belägrades, och dess nyutsedde hövitsman Christer Somme kapitulerade, antingen på grund av brist på ammunition eller av förräderi. År 1613 återgick slottet till Sverige. Mycket av bestyckningen var förstörd, men återställdes snart, och under andra hälften av 1600-talet kunde slottet fortfarande anses vara en stark befästning.

### Förfall och fängelse
Vid slutet av 1600-talet upphörde slottet att vara kungaborg och i och med det inleddes en lång tid av förfall för det anrika byggnadsverket som hade belägrats 22 gånger under 394 år, men aldrig tagits genom stormning.
Det inre fick förfalla, men fästningen upprätthölls nödtorftigt. På 1740-talet byggdes slottsravelinen på landsidan.
1766 beslutades att slottet skulle rustas upp men vid det laget var tornöverbyggnaderna uppruttna och hade blåst ned, golven var ruttna och murarna hade delvis fallit samman. I och med detta upphörde det forna kungaslottet att vara fästning och blev istället kronobränneri.
Delar av slottet användes även som fängelse, bland andra satt radikalpietisten Thomas Leopold fängslad en period mellan 1736 och 1741. Förhållandena för fångarna var vidriga och föranledde många klagomål, även från dem som besökte slottet och dessutom från själva landshövdingen i länet till Kunglig Majestät. Många fångar fick skörbjugg, de tilldelades inga ordentliga kläder och ingen ved att elda med under vintern.

### Återuppbyggnad
Under 1850-talet påbörjades upprustningen av Kalmar slott. Oscar I lät år 1850 återställa brunnsöverbyggnaden på borggården och "Erik XIV:s gemak" upprustades 1855-62 med ganska hårda renoveringar. Fångarna flyttades från slottet 1852 och riksdagen beviljade 80 000 kronor till en yttre restaurering av slottet då bland annat tornen fick nya huvar. Även slottets inre blev upprensat och den gamla dekoreringen återställdes.
Det 1870 av Volmar Sylvander grundade Kalmar museum kom istället att inrymmas på slottet. Renoveringsarbetena fortsattes på 1880-talet av Helgo Zettervall. 1921 sattes ett noggrant restaureringsarbete i gång av professor Martin Olsson, som även undersökte slottets äldre byggnadsförhållanden.
Sedan dess har slottet underhållits och är idag Sveriges bäst bevarade renässansslott.
SVT:s Luciamorgon i december 2023 firades i slottet.

## Sevärdheter
Enskilda sevärdheter på Kalmar slott i renässansstil utgör bland annat
- Kung Eriks gemak med rik intarsia- och stuckdekor samt en färglagd fris med jaktmotiv,
- de skulpterade portalerna,
- den förnäma brunnen från 1578 på borggården, samt
- en jättelik öppen spis med plats för en riddare till häst.

## Bildgalleri

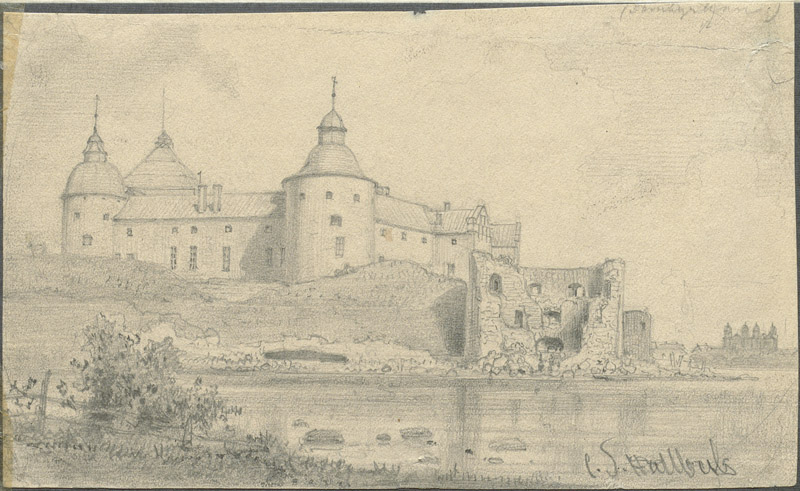
Slottet från söder. Blyertsteckning av Carl Svante Hallbeck från 1800-talets senare hälft.
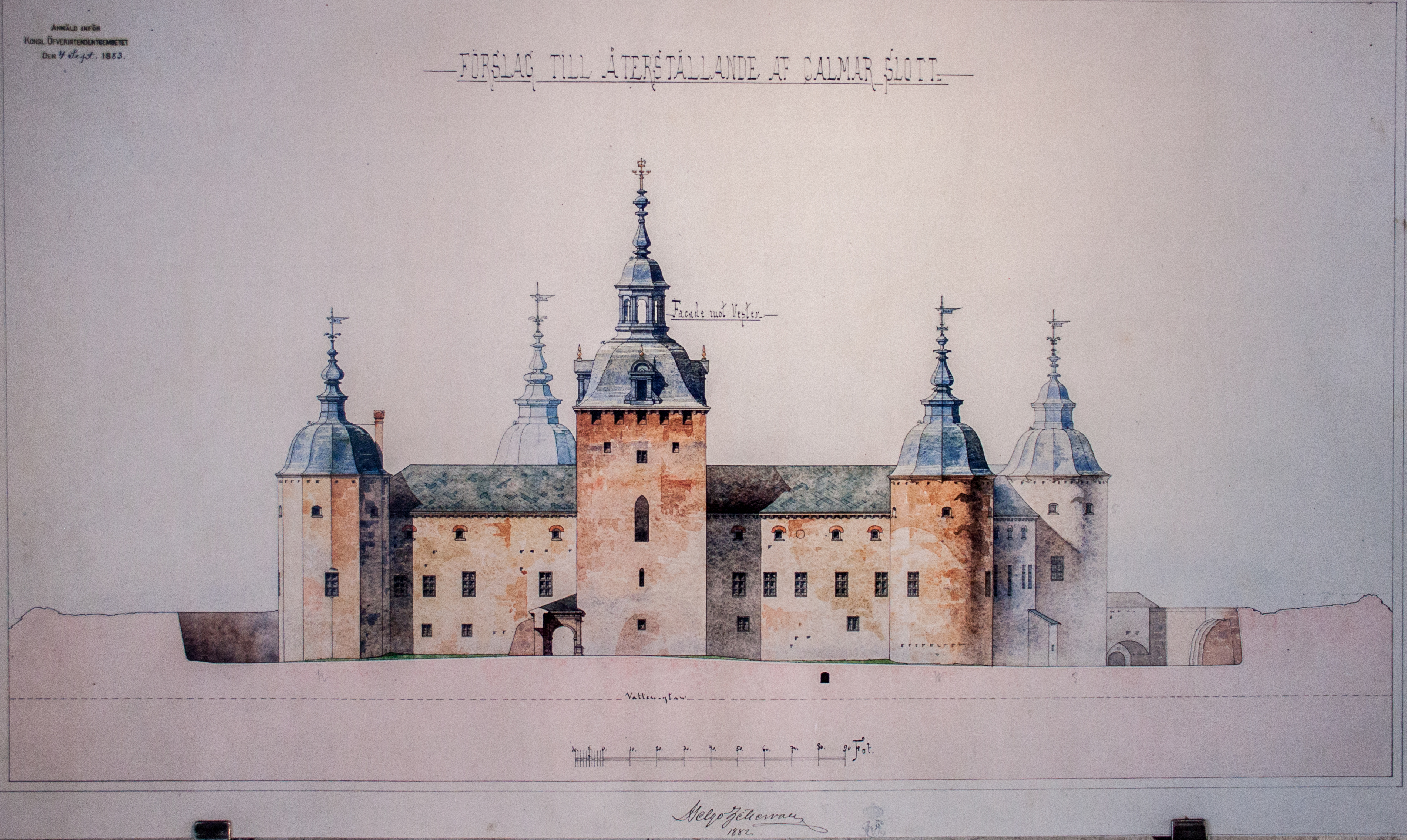
Plan för rekonstruktion 1883.
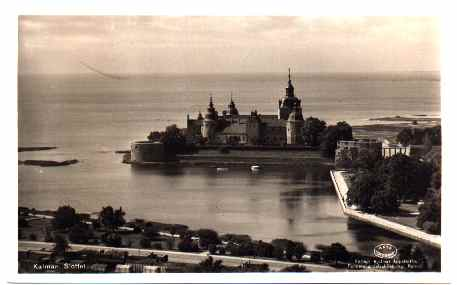
Slottet på ett vykort från början av 1900-talet.
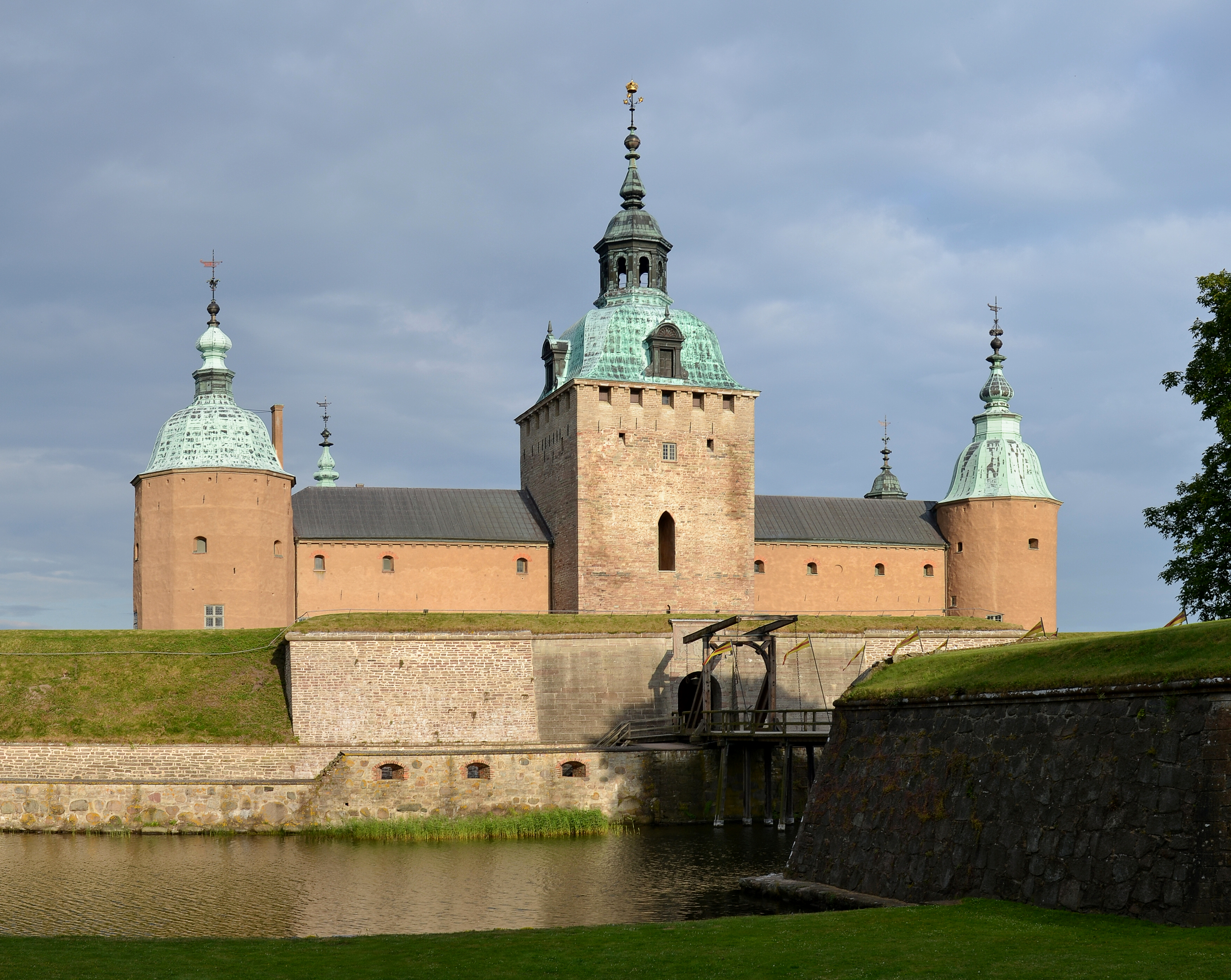
Slottet med vindbryggan från stadssidan.
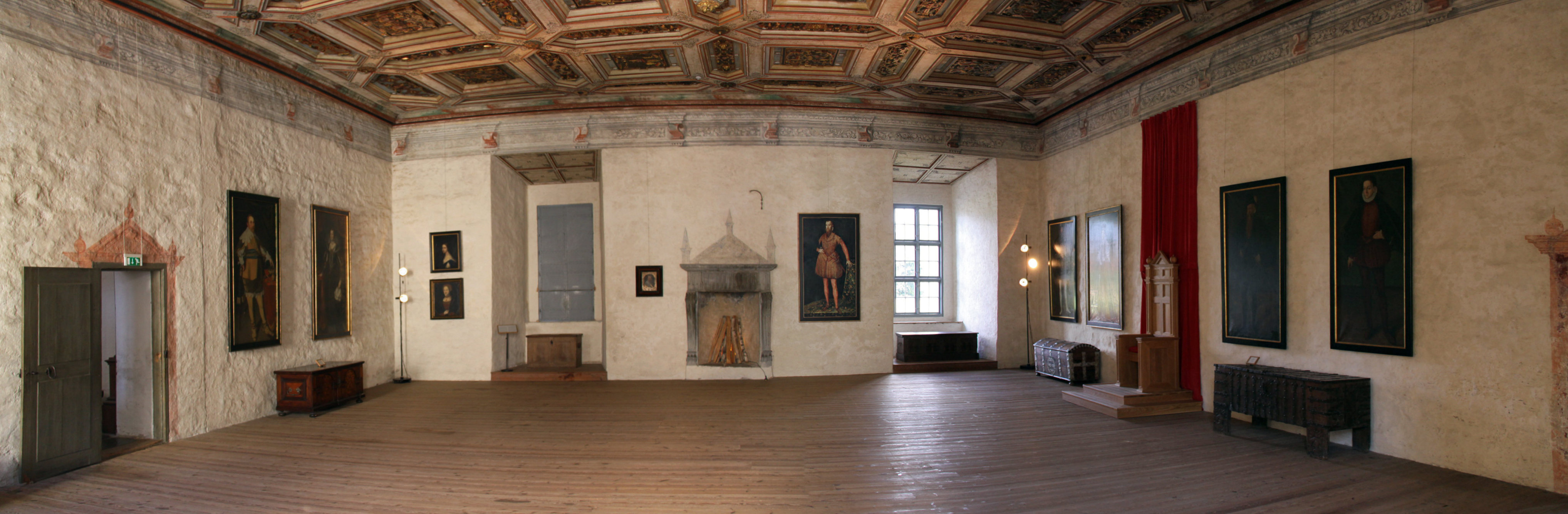
Gyllene salen med kassettak från 1576 i slottets första våning.
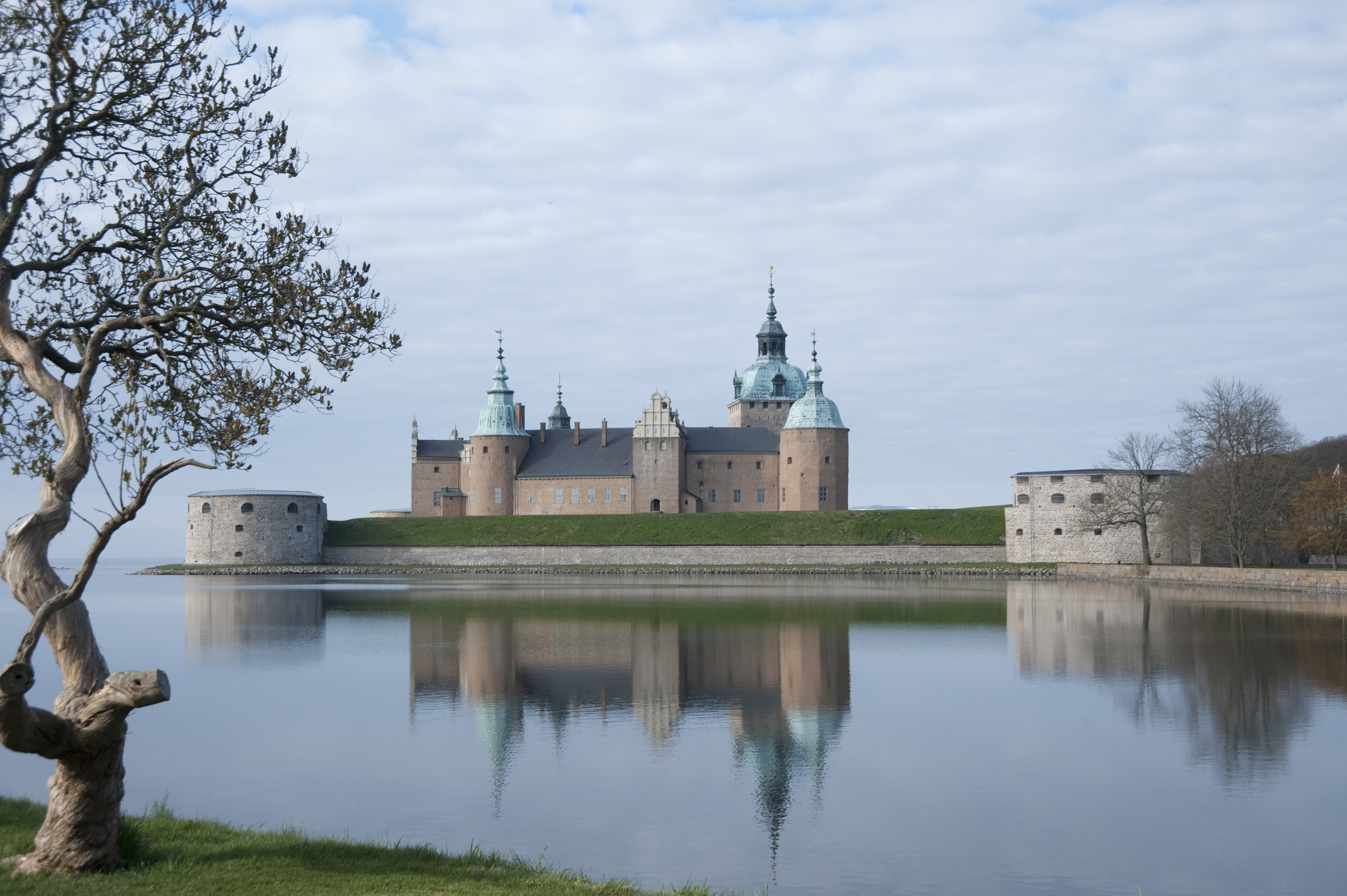
Exteriör, Kalmar slott, 2011.
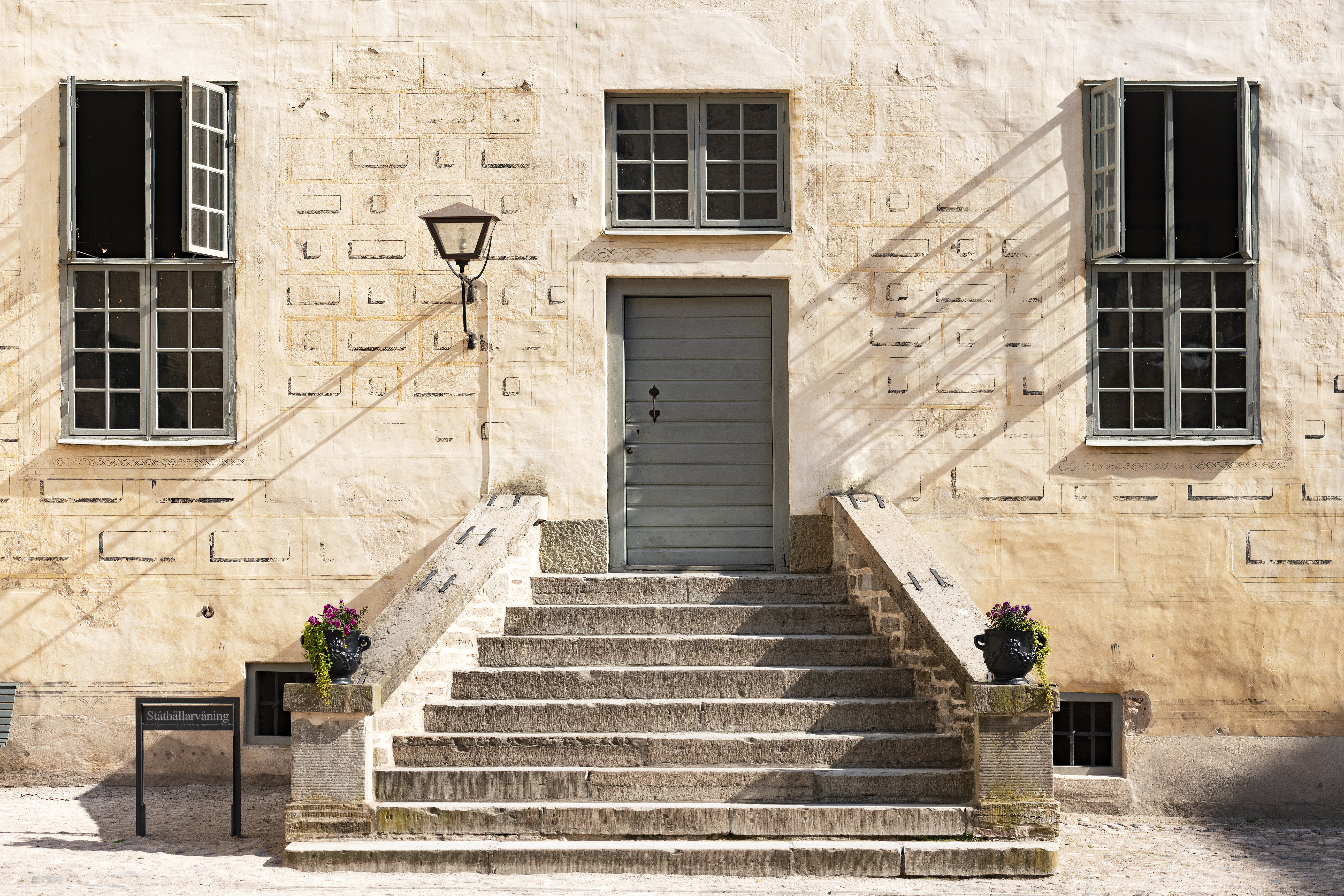
Kalmar slott borggård fasad och trappa.